# Jan Biczycki
Pour les articles homonymes, voir Biczycki.
Jan-Paul Biczycki, né le 20 juin 1931 à Katowice (Pologne) et mort le 18 février 1996 à Munich (Allemagne), est un acteur, metteur en scène et professeur de théâtre polonais.
Il était le mari de l'écrivain et artiste-peintre Roma Ligocka.

## Filmographie partielle

### Au cinéma
- 1982 : La Nuit de l'évasion
- 1982 : Le Docteur Faustus (de)
- 1985 : Vergeßt Mozart
- 1986 : Rosa Luxemburg
- 1988 : Trois Sœurs

### À la télévision
- 1982 : Le Renard (série télévisée, 1 épisode)
- 1982 : Derrick (série télévisée, 1 épisode)
- 1984 : Les Aventures du jeune Patrick Pacard (série télévisée)
- 1989–1992 : Un cas pour deux (série télévisée, 3 épisodes)